# Superman 64
Superman: The New Superman Adventures, conegut popularment com a Superman 64, és un videojoc d'aventures llançat per Titus Software el 31 de maig de 1999 per la Nintendo 64. El videojoc es basa en la sèrie de dibuixos animats Superman. Com el Castlevania 64, no posa "Superman 64" de títol a la seva caixa, ni al cartutx i ni a la pantalla.
Nombroses publicacions el consideren un dels pitjors jocs de la història per la seva pobra jugabilitat.